# Mike McCready
Mike McCready, född Michael David McCready den 5 april 1966 i Pensacola, Florida, USA, är en amerikansk gitarrist och tillsammans med Jeff Ament och Stone Gossard en av grundarna av rockbandet Pearl Jam.

## Barndom och tidigt liv
McCready föddes i Pensacola, Florida i USA men familjen flyttade till Seattle efter att han fötts. Han omgavs tidigt av musik och när han var barn lyssnade hans föräldrar på Jimi Hendrix och Carlos Santana medan hans vänner lyssnade på Kiss och Aerosmith. När han var elva år köpte han sin första gitarr och började ta gitarrlektioner. 
McCready bildade, tillsammans med sina kamrater sitt första band Warrior när han gick i åttan. Warrior, som snart bytte namn till Shadow, var ett coverband som spelade under håltimmarna i skolan (High School). Shadow började skriva lite eget material och när man gått ut High School försökte man skriva kontrakt med ett skivbolag i Los Angeles men utan lycka. Detta gjorde att bandet splittrades och McCready tappade intresset för att spela gitarr ett tag, något som ändrades när han några år senare började spela i gruppen Love Chile.

## Pearl Jam
Under sin tid i Love Chile imponerade McCready på Stone Gossard, som han hade gått på samma High School som, med sitt gitarrspel och denne erbjöd honom att hoppa på bandet som han höll på att sätta ihop tillsammans med Jeff Ament. Bandet fick senare namnet Pearl Jam.
Han medverkade också på Temple of the Dog, en hyllningsskiva till den nyligen avlidna Mother Love Bonesångaren Andrew Wood, och inspelningen var McCreadys första i en skivstudio. När han skulle spela in solot på låten Reach Down ramlade hans hörlurar av mitt under det mer än fyra minuter långa solot. Han fortsatte ändå att spela trots att han inte kunde höra musiken; än idag framhåller han detta solo som ett av hans bästa.
Pearl Jam blev snabbt ett känt namn efter att man släppt debutskivan Ten, något som gav medlemmarna ett helt nytt liv med kändisskap. McCready hade dock svårt att handskas med detta och det resulterade i att han fick under en tid stora problem med droger och alkohol. Han trodde själv att han när som helst skulle få sparken av de andra i Pearl Jam men de stöttade honom och under inspelningen av Pearl Jams tredje album, Vitalogy, skickades han iväg på rehabilitering i Minneapolis. Där bildade han ett band tillsammans med Alice In Chains frontman Layne Staley. Efter några framträdanden bytte bandet namn till Mad Season och de gav ut albumet Above 1995. Förutom Mad Season har Mike spelat i sidoprojektet The Rockfords tillsammans med medlemmar från hans första band, Shadow och Carrie Akre från Goodness. Deras debutalbum släpptes 2000.
McCready är mycket omtyckt av fansen och spelar med mycket energi och engagemang på Pearl Jams konserter. Han gillar att improvisera på scenen och spelar aldrig exakt samma solo två gånger.

## Personligt
I maj 2005 gifte sig Mike med Ashley O'Connor. McCready lider av Crohns sjukdom och är mycket aktiv när det gäller att samla in pengar till forskning.